# Yamada Arinaga
Yamada Arinaga (山田 有栄?; 1578 – 1668) è stato un samurai giapponese del periodo Edo, servitore del clan Shimazu.

## Biografia
Figlio di Yamada Arinaga, nel 1587, dopo che suo padre si arrese a Toyotomi Hidenaga al castello di Taka, fu dato in ostaggio a Hidenaga. Combatté successivamente come servitore del clan Shimazu durante le invasioni giapponesi della Corea e nella battaglia di Sekigahara del 1600. Uccise Ijuin Tadazane, un vecchio servitore degli Shimazu, per reprimere una potenziale ribellione. Era considerato un importante servitore e venne nominato Karō. Durante il tempo di pace, prese l'insegnamento dei conservatori e delle industrie in via di sviluppo.
Arinaga prestò servizio nell'esercito dello shogunato alla rivolta di Shimabara del 1637-38, una rivolta che coinvolse soprattutto contadini giapponesi, molti dei quali cattolici.